# Bleu inactinique

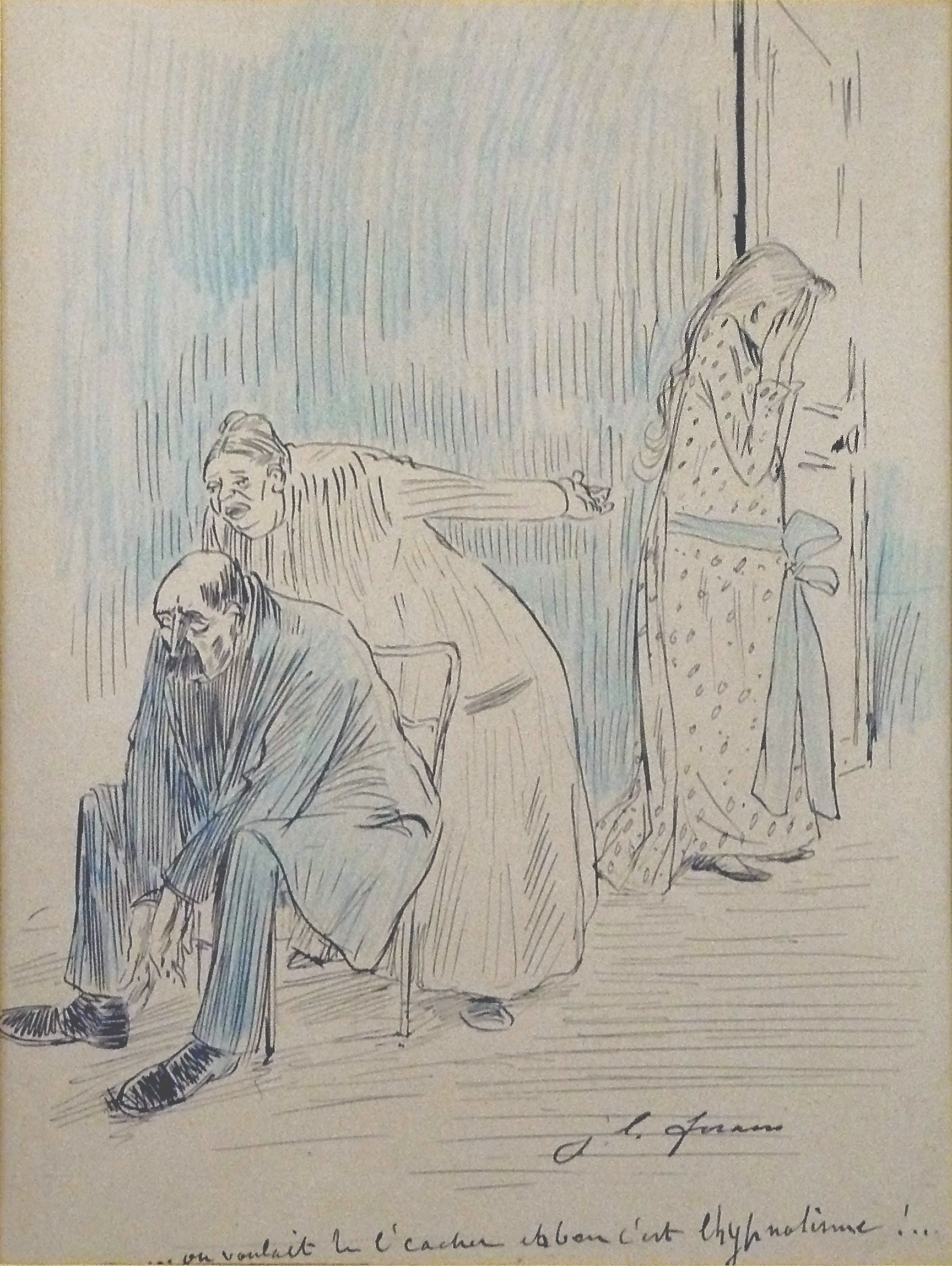
Dessin de J.-L. Forain. Le bleu indique les emplacements où l’imprimeur appliquera une trame.

Le bleu inactinique, ou bleu non-photographique est une couleur d'usage technique dans les arts graphiques et l'imprimerie. L’adjectif « inactinique » qualifie une lumière ou source de lumière qui ne provoque pas de réaction chimique en photographie ; le bleu non-photographique, photographié avec un film lith ou scanné « au trait », n'apparaît pas. 
Le bleu inactinique est la plupart du temps produit par un crayon bleu.

## Fonction
Le « film lith » est une pellicule photographique destinée à la reproduction de documents au trait. Non chromatisée, elle est sensible uniquement au bleu et aux ultraviolets, de sorte qu'on peut la manipuler sous éclairage inactinique orange assez fort, comme celui d'une lampe à vapeur de sodium. Le contraste très élevé du film sépare les nuances du document en ce qui sera complètement noir et ce qui sera complètement blanc. Comme la surface n'est sensible qu'au bleu, un trait bleu a théoriquement sur elle le même effet que le blanc. Dans la pratique, les pigments bleus absorbent du bleu. Le « bleu non photographique » est une teinte, disponible en crayons ou en encre, choisie pour être le plus actinique possible sur le film lith.
Le « bleu inactinique » permet aux éditeurs d'écrire des notes à l'imprimeur sur le modèle qui ne seront pas dans la version imprimée, et aux artistes de tracer des lignes d'esquisse, sans avoir à les effacer après l'encrage. Il permet d’indiquer à l’imprimeur des zones qui recevront un traitement particulier, comme l’ajout de trames ou de couleurs désignées sur le dessin par un nom ou un numéro. On peut aussi imprimer en bleu inactinique des indications diverses sur un support de papier destiné à recevoir un dessin encré, par exemple des repères pour le tracé des cases d’une bande dessinée.

## Usage

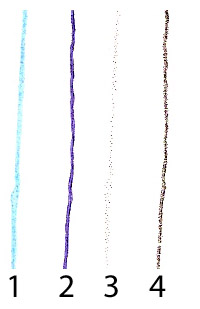
(1) Copie couleur de bleu inactinique. (2) Copie couleur de stylo bleu. (3) Copie en niveau de gris de bleu inactinique. (4) Copie en niveau de gris de stylo bleu.

Le bleu inactinique a été très largement utilisé avec les reproductions de documents au trait réalisées par films lith. Il continue d’être employé de la même façon. La plupart des scanners offrent un mode au trait ou lith qui ne conserve, avec un contraste élevé, que les données des capteurs sensibles au bleu, pour donner une image binaire.
À partir d'un scan en couleurs, l'artiste peut ajuster le résultat en décomposant l'image en couleurs en calques correspondant aux composantes. On ne conserve que celui du bleu, et on détermine le niveau du seuil. Avec une image en mode demi-teintes, en nuances de gris, il faut augmenter le contraste et la luminosité pour faire disparaitre le bleu, représenté en gris clair.
Le bleu inactinique est utilisé en bande dessinée, en manga et en animation.

## Couleur
Le bleu inactinique n’est pas défini par une nuance très précise car « n'importe quel bleu pâle fera l'affaire ». Plusieurs fabricants proposent des crayons d'une couleur bleue non photographique. Ce qui compte, ce n'est pas la couleur, mais le spectre d'absorption du pigment, qui doit réfléchir le plus de bleus et d'ultraviolets possible. La couleur se décrit comme un « bleu-vert clair », représenté sous la valeur hexadécimale #A4DDED[réf. souhaitée].
Le stylo à bille bleu est suffisamment inactinique pour avoir servi, dans certains documents, à différencier l'original de la photocopie. Une annotation ou une signature en bleu n'apparaissait que sur l'original. L'usage du bleu était tantôt proscrit, tantôt préconisé.

## Crayon bleu

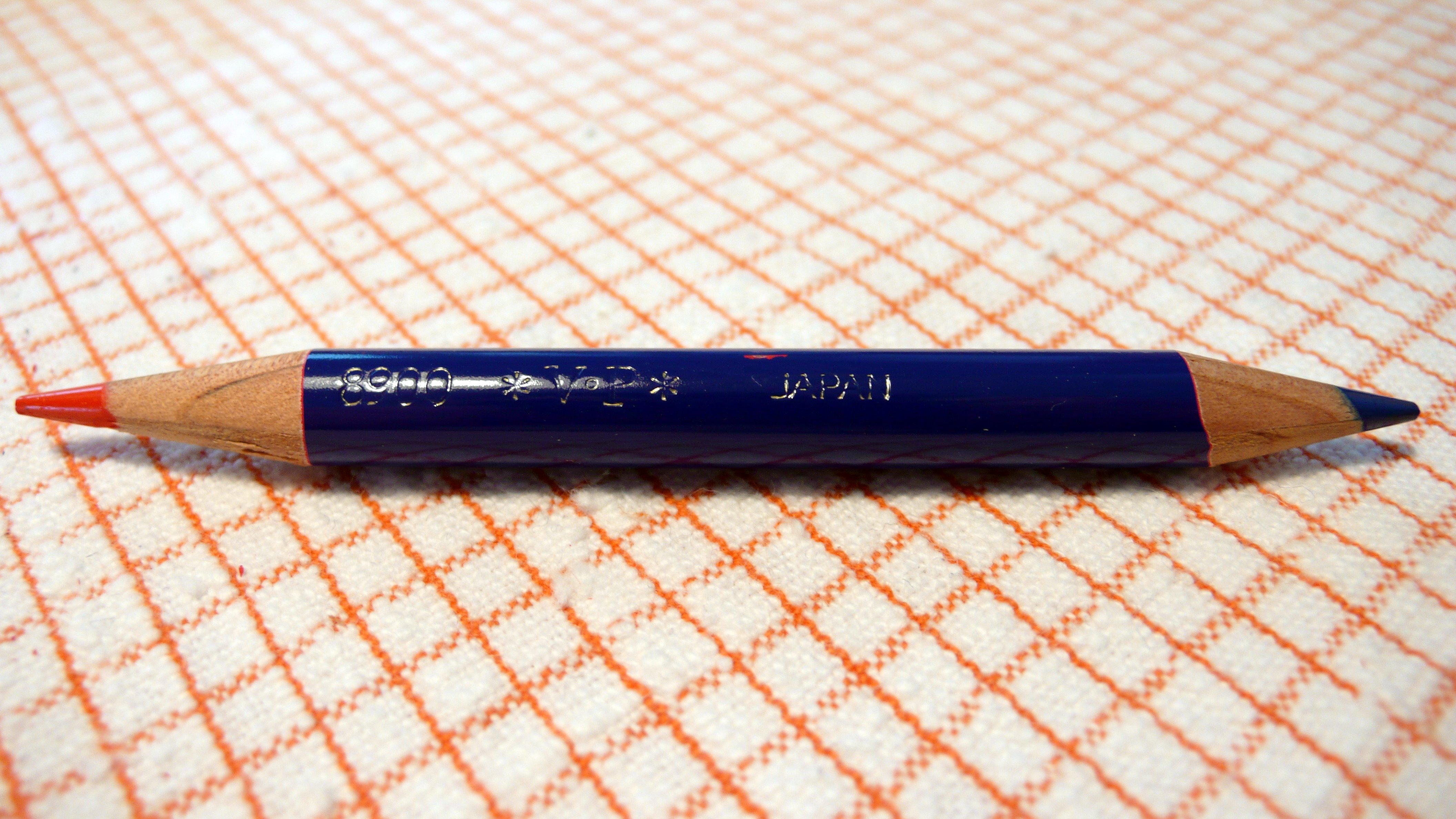
Crayon bicolore.

Un crayon de couleur pourvu d'une mine d'un bleu généralement plus soutenu que le bleu photo le plus sûr s'emploie en édition à l'étape de la correction des manuscrits pour indiquer directement sur le papier les corrections à effectuer sur une copie écrite. L'usage du crayon bleu se raréfie ; la publication assistée par ordinateur permet un système de gestion de versions sans passer par l'imprimé.
Le crayon bicolore bleu et rouge s'utilise pour mettre en évidence les passages à supprimer (rouge) ou déjà corrigés (bleu), et, de la même façon, dans les plannings d'organisation du travail.